# Shasta-Trinity National Forest
Der Shasta-Trinity National Forest liegt im Norden von Kalifornien und ist mit einer Fläche von fast 9.000 km² der größte kalifornische National Forest. Wie alle National Forests ist er im Bundesbesitz und wird intensiv forstwirtschaftlich genutzt.
Prägende Merkmale des Parks sind der 4322 m hohe Mount Shasta und der Stausee der Shasta-Talsperre. Innerhalb des Waldgebietes gibt es diverse Freizeit- und Erholungsangebote. So gibt es vielfältige Wander- und Campingmöglichkeiten. Auch Snowboarden und Angeln sind möglich.

## Flora und Fauna
Die Landschaftsformen des Gebietes sind vielfältig. Während in den niedrig gelegenen Regionen des Parks einige Chaparral- und Steppengebiete zu finden sind, dominieren den Großteil des Gebietes Wälder. Diese bestehen in den niederen Teilen des Parks hauptsächlich aus Kiefern, Eichen und Douglasien. In den Canyons sind auch Weiden und Oregon-Ahorn zu finden. Mit steigender Höhe wandelt sich das Gesicht der Landschaft hin zu Wäldern aus Berg-Hemlocktannen und Weißstämmigen Kiefern. Die höchsten Regionen des Mount Shasta sind spärlich bewachsen.
Zu den größeren Säugetieren des Parks gehören Schwarzbären, Wapitis und Rotluchse. Auch verschiedene Hörnchen-Arten sind im Park heimisch. Insgesamt lassen sind über hundert Tierarten im Schutzgebiet beobachten.

## Schutzgebiete
Zum Shasta-Trinity National Forest gehören fünf Totalreservate, die als Wilderness Area ausgezeichnet sind:
- Castle Crags Wilderness
- Chanchelulla Wilderness
- Mount Shasta Wilderness
- Trinity Alps Wilderness
- Yolla Bolly-Middle Eel Wilderness

Seit 2025 gehören Teile vom Shasta-Trinity National Forest zum Sáttítla Highlands National Monument.

## Geschichte
Im Jahr 1905 wurde der Shasta National Forest eingerichtet. Hinzu kam das am 6. Februar 1907 von Präsident Theodore Roosevelt unter dem Namen Stony Creek National Forest geschaffene Waldgebiet. Dieses wurde 1908 in den Trinity National Forest und den California National Forest (heute Mendocino National Forest) aufgeteilt. 1954 wurden der Shasta National Forest und der Trinity National Forest zum Shasta-Trinity National Forest vereinigt.
Am 5. August 2008 kam es während des Buckhorn-Waldbrandes zu einem Helikopterabsturz. Die Besatzung und sieben Feuerwehrleute kamen dabei um. Der Absturz zählt zu den schwersten Unglücken der US-amerikanischen Feuerwehr. Bei der späteren Untersuchung der Ereignisse kam heraus, dass der Verantwortliche für die Beschaffung des Helikopters absichtlich falsche Spezifikationen geliefert hatte. Er wurde zu 13 Jahren Gefängnis verurteilt.

## Bilder

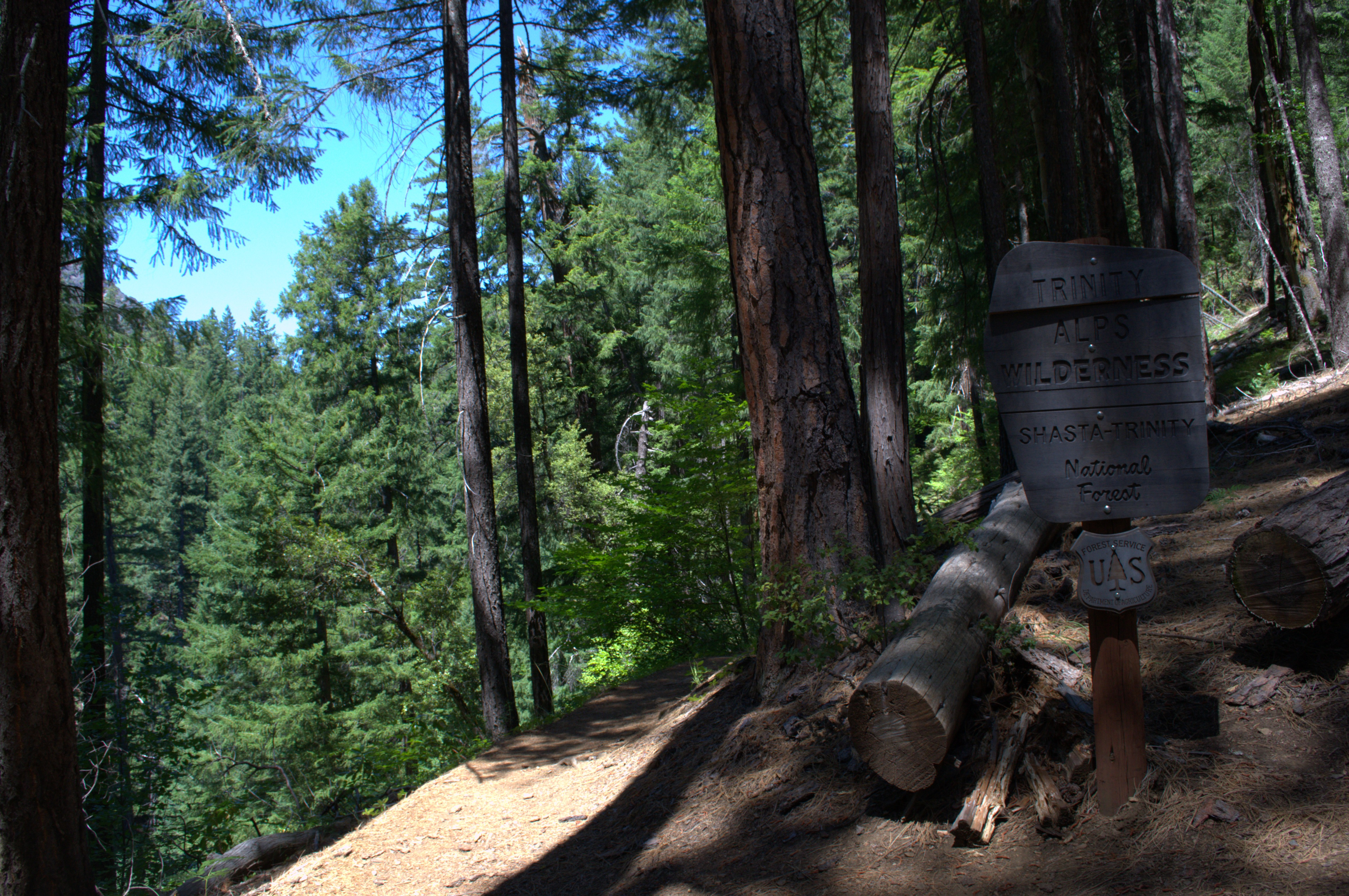
Die Trinity Alps Wilderness
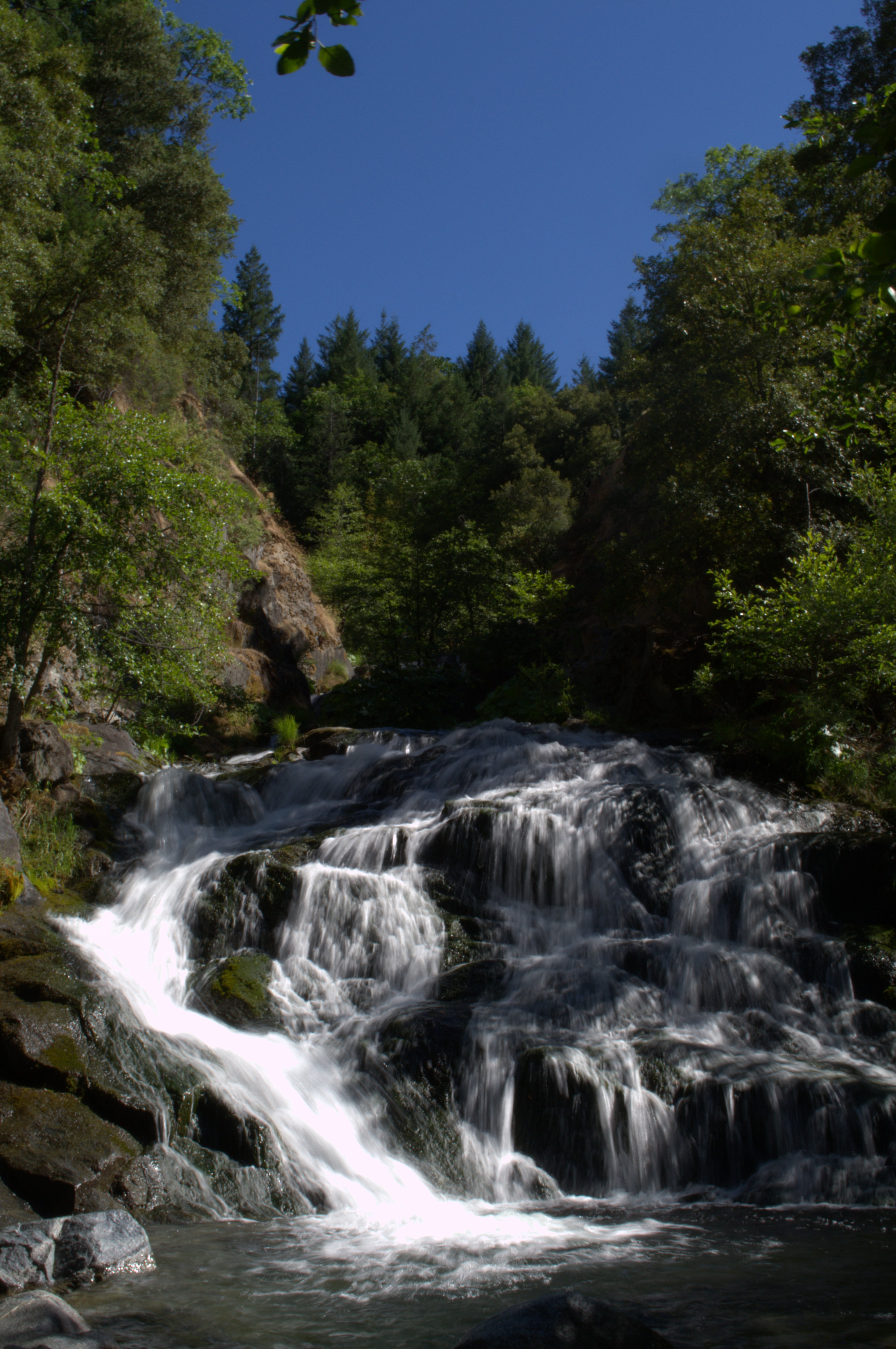
Der Crystal Creek
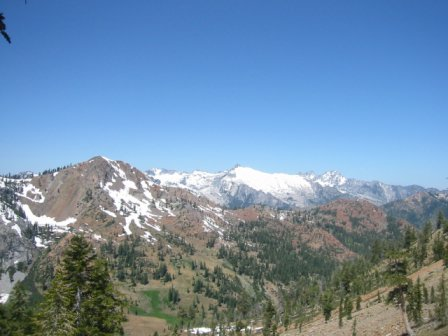
Die Trinity Alps
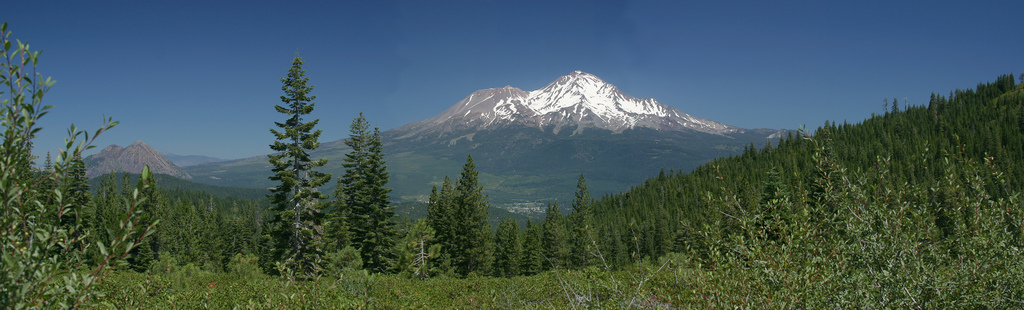
Blick auf den Mount Shasta
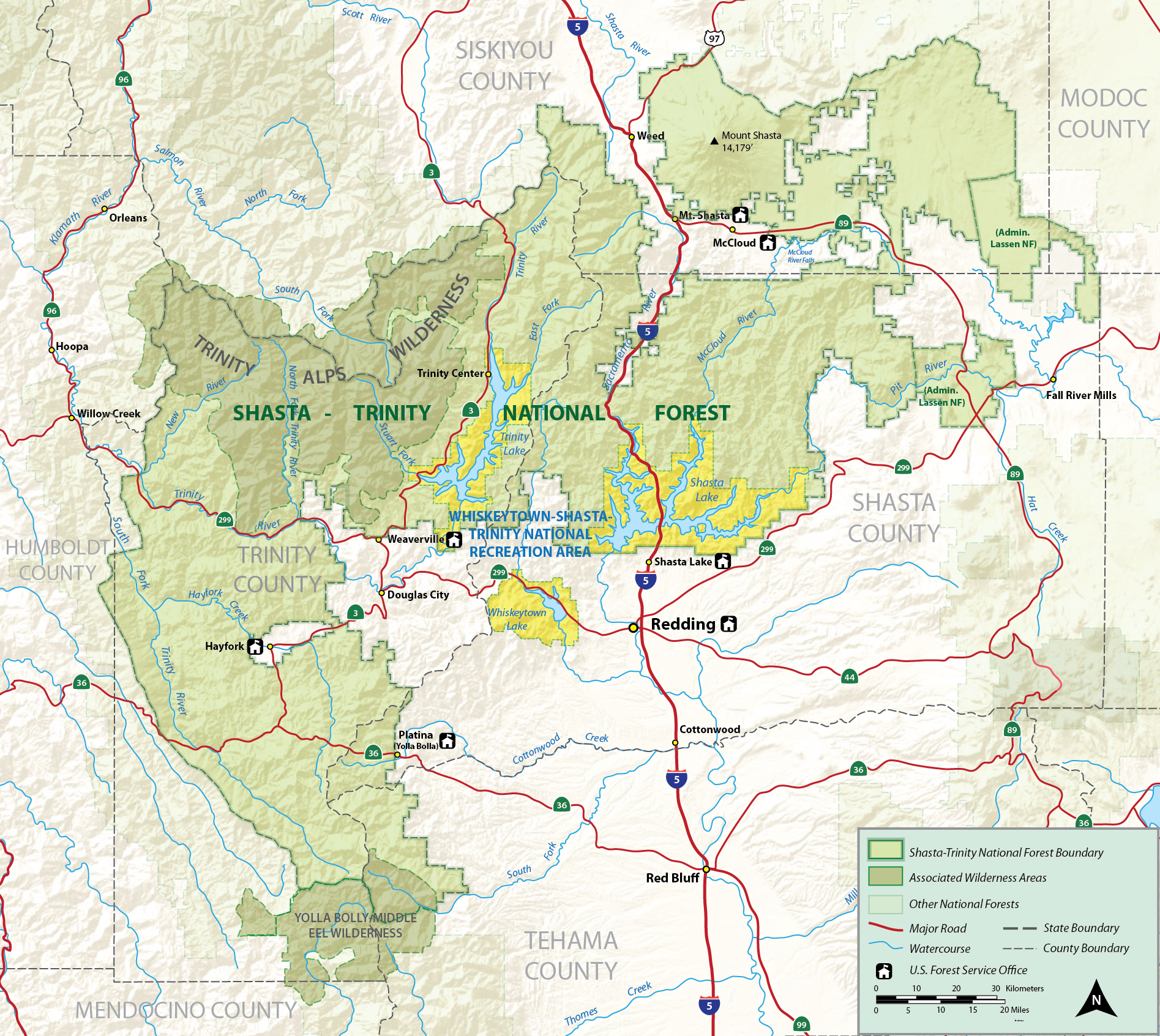
Karte des Parks